# Limnophila (Limnophila) alpica
Limnophila (Limnophila) alpica is een tweevleugelige uit de familie steltmuggen (Limoniidae). De soort komt voor in het Australaziatisch gebied.